# Prosciutto Veneto Berico-Euganeo
O prosciutto Veneto Berico-Euganeo (DOP) é um presunto italiano produzido exclusivamente nas comunas situadas nas planícies formadas entre as colinas Béricas e as Eugâneas, pertencentes às províncias de Pádua, Vicenza e Verona. Existem registos históricos da preparação de presunto naquela região desde os anos “cinquecento”, com referência específica ao presunto de Pádua, a partir dos ”seicento”. 
Este presunto, preparado com pernas de porcos de raça local e alimentados com uma dieta rica em proteínas, é do tipo em que o único ingrediente da cura é o sal, para além do clima especial da região para a secagem e maturação, que leva pelo menos dez meses. Para além da etiqueta DOP, o prosciutto veneto é marcado a fogo com o leão alado de São Marcos. 